# Treno

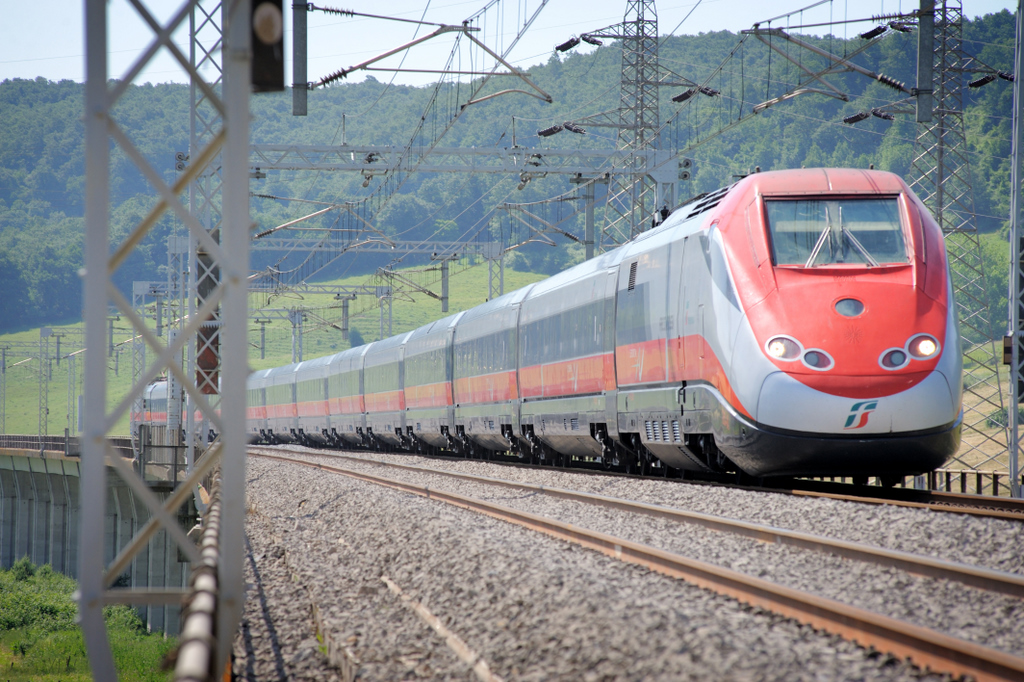
Un treno Frecciarossa ETR.500, composto da carrozze passeggeri unite a due locomotive alle estremità del convoglio.

Nel trasporto ferroviario, un treno è una serie di carrozze ferroviarie collegate che corrono lungo un binario ferroviario e trasportano persone o merci, tipicamente trainate o spinte da una o più locomotive. Il treno è adatto alla circolazione sulle ferrovie e composto da un insieme di elementi identificabili, uniti permanentemente o temporaneamente a formare un unico convoglio. Ha rappresentato un punto di svolta per l'evoluzione industriale delle nazioni ottocentesche, arrivando a rivestire per molti anni un ruolo centrale nella struttura politica, economica e sociale delle nazioni, nonché conquistando un posto di primo piano nell'immaginario collettivo.

## Etimologia e altri significati
Il termine "treno" deriva da "traino" che a sua volta deriva dal latino trahere (tirare); il termine si è modificato nel tempo tramite il francese provenzale (train).
La parola si usa anche in altri ambiti, come quello meccanico in cui indica un assieme di ingranaggi concatenati, o automobilistico, in cui indica un insieme, ad esempio, di pneumatici, o anche un autotreno, cioè un camion con rimorchio al seguito. Il termine era in uso anche nel gergo militare a indicare il complesso formato da un pezzo di artiglieria da campagna e dal relativo carro portamunizioni.

## Storia

### Periodo preindustriale
Il concetto di treno non nasce con la rivoluzione industriale. Sin dall'epoca Romana, infatti, dei mezzi primitivi simili a treni erano utilizzati nelle miniere: si trattava di corti convogli composti da carrelli concatenati tra loro, senza binari oppure con rudimentali guide in legno, trainati da animali da soma o da schiavi e operai.
L'usura delle guide di legno portò prima a esperimenti di rinforzo con fodere metalliche, poi a rotaie con una guida esterna per le ruote dei carrelli. Questo tipo di rotaia aveva il difetto di accumulare detriti nell'angolo interno della guida, che annullavano il vantaggio di far viaggiare i carrelli su superfici piane non accidentate. Si spostò, quindi, la guida dalla rotaia alla ruota, facendo nascere le ruote con bordino, tipiche dei treni.
Con l'inizio della rivoluzione industriale, tra il XVIII e il XIX secolo si resero disponibili le tecnologie e le conoscenze per raggiungere un sensibile aumento della capacità di generazione di energia, con impianti relativamente compatti e potenti. Le macchine a vapore semoventi di Nicolas Cugnot a partire dal 1769 dimostrarono, non senza qualche incidente, che era possibile generare l'energia necessaria al movimento di un mezzo direttamente a bordo dello stesso. La diffusione delle macchine a vapore portò a un sensibile aumento della richiesta di carbone, e i produttori si trovarono a dover rendere più efficiente e veloce il trasporto del materiale estratto: non erano più sufficienti carri e cavalli. Si cominciò a rimpiazzare la trazione animale con dei motori a vapore fissi che tramite corde trainavano file di carrelli da miniera: tra queste le celebri macchine costruite da James Watt contribuirono ad affinare sensibilmente la tecnologia del vapore.
Nel 1801 Richard Trevithick riuscì a costruire una locomotiva automotrice (locomotiva Coalbrookdale) adatta per il traino di carrelli, che venne impiegata con successo nelle miniere di Merthyr Tydfil.
I successi dei motori di George Stephenson e del figlio Robert Stephenson (Blücher del 1814, Locomotion del 1825, e in seguito la Rocket, 1829) portarono la neonata tecnica ferroviaria a fiorire e diffondersi, fino a creare le condizioni per il grande passo: il primo treno commerciale.
Il 27 settembre 1825 la Locomotion n.1 trainò il primo treno commerciale della storia, sulla tratta tra Stockton-on-Tees e Darlington. Sia la locomotiva che la tratta erano state progettate da George Stephenson. Il treno era composto da carri da miniera su cui venivano caricati i passeggeri comuni, e dalla prima carrozza passeggeri vera e propria, l'Experiment, su cui viaggiavano alcuni notabili; la velocità media era di circa 9 km all'ora. 4 anni dopo la Rocket raggiunse i 48 km/h.

### Periodo industriale

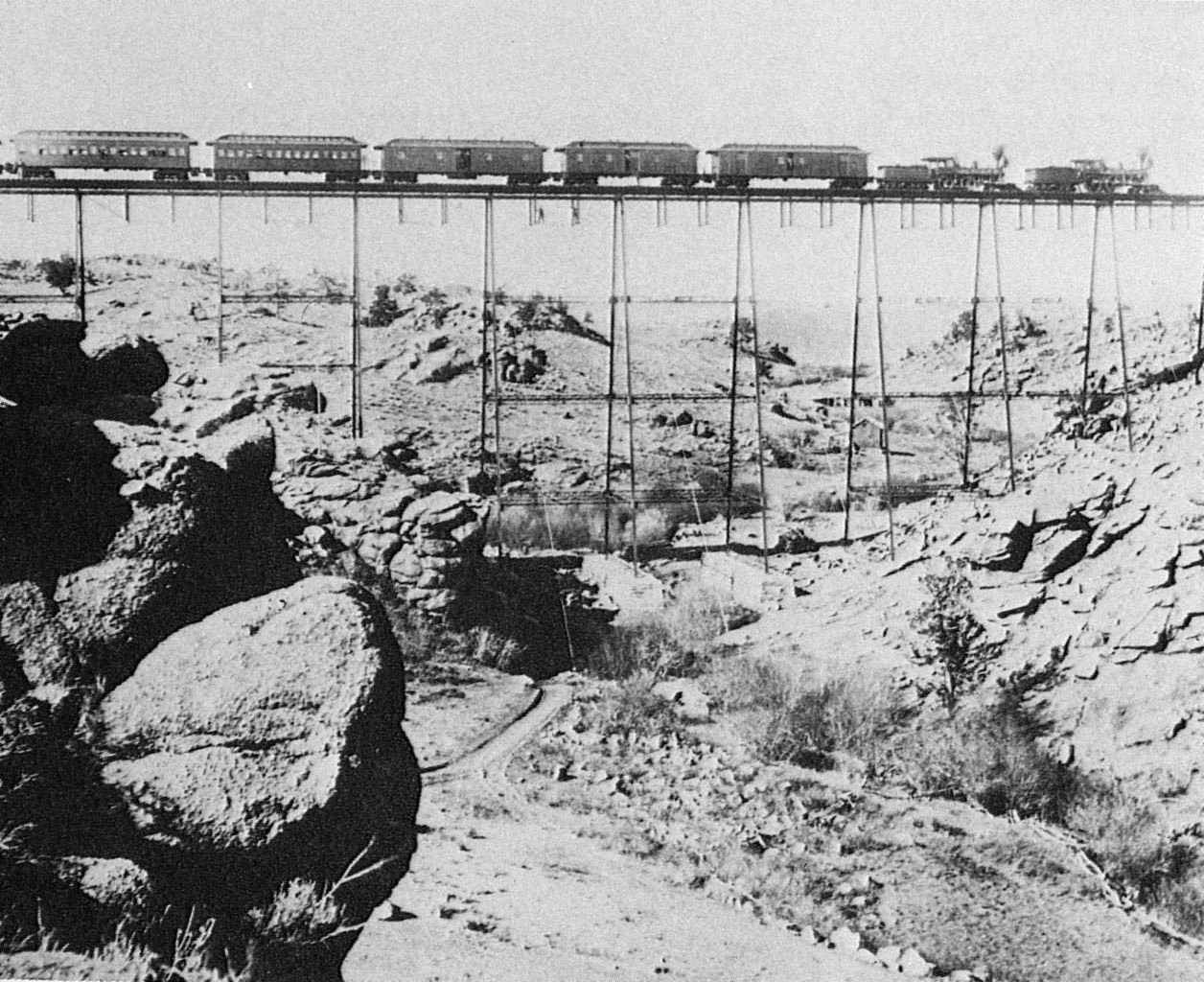
Un treno attraversa un ponte sulla linea transamericana nel 1860, trainato da due locomotive di tipo 4-4-0 American (rodiggio Whyte) e con al seguito alcune carrozze Pullman

Dopo il successo di Stephenson, che ebbe un valore più dimostrativo che commerciale, il treno come mezzo di trasporto pubblico si diffuse rapidamente in tutta Europa. Già 20 anni dopo il treno di Stephenson era possibile viaggiare a 96 km/h sulla Great Western Railway di Isambard Kingdom Brunel tra Londra e Bristol.
In Inghilterra vi furono alcuni esperimenti con convogli trainati su strada ma, a seguito di alcuni incidenti e del pericolo oggettivo di avere un mezzo meccanico in mezzo a cavalli e folla, nel 1839 venne emanato un decreto che limitava a 16 km/h la velocità massima al di fuori delle città, e impediva la circolazione all'interno dei centri abitati. Nel 1865 il Locomotive Act (o Red Flag Act) impose anche di far precedere i veicoli da un uomo con una bandiera rossa per avvertire i passanti.
Il 3 ottobre del 1839 la ferrovia faceva la sua apparizione in Italia, con l'inaugurazione della tratta Napoli-Portici.
In Francia intorno al 1840 i treni mossi dalle locomotive di Thomas Crampton si guadagnarono rapidamente una grande fama tra i passeggeri, tanto che "Le Crampton" divenne un nome comune per i treni passeggeri.
Già nel 1869 treni a vapore percorrevano 4600 km in soli 4 giorni, attraversando gli Stati Uniti da San Francisco a New York.

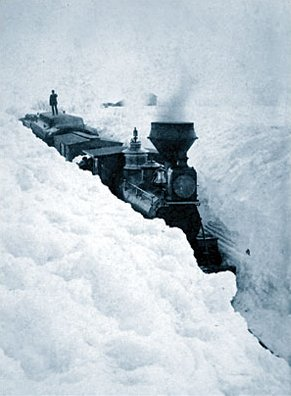
Minnesota, marzo 1881: un treno bloccato nella neve. Una situazione del genere non era affatto rara due secoli fa, e poteva bloccare le linee anche per diversi giorni.

In meno di 30 anni il treno assunse un ruolo fondamentale nella società industriale: il trasporto massiccio di merci permetteva di espandere la cerchia dei commerci, il trasporto rapido di persone consentiva agli uomini di affari di curare meglio le loro attività sul territorio.
Il treno consentiva alle bellicose potenze europee di mandare le proprie truppe nelle colonie o sui fronti lontani, dava ai ricchi affaristi la possibilità di seguire i propri affari con più efficienza, portava nobili dame in lussuose località vacanziere, consegnava la posta con rapidità ineguagliata.
Per l'epoca, l'introduzione e l'evoluzione del treno fu quello che è stato negli anni novanta l'avvento di Internet, un metodo per estendere i confini e collegare mondi fino ad allora lontani. La costruzione di linee ferroviarie e la massificazione dell'offerta di trasporto contribuì in maniera determinante all'emergere di una nuova realtà sociale: il pendolarismo. I treni conquistarono spazi nuovi, dalle grandi praterie ai sotterranei delle città (con le metropolitane di Londra e New York), pur rimanendo legati ai difetti della trazione a vapore nonostante già nel 1879 la Siemens & Haske avesse presentato un piccolo treno mosso da una motrice elettrica.
Il 15 aprile 1865 a Washington venne assassinato Abraham Lincoln. Lincoln fu tra i primi a utilizzare, nel 1865, il treno come mezzo per rendere più efficiente la campagna politica: venne ucciso proprio il giorno prima di inaugurare la United States, la nuova carrozza del treno presidenziale costruita da George Pullman. Il corpo del presidente venne trasportato a bordo della United States attraverso tutto il Paese, fino a Springfield (Illinois), in un corteo funebre composto da nove lussuosissime carrozze. La carrozza fu distrutta da un incendio nel 1911.
I treni e in particolare le locomotive diventarono nel XX secolo delle vere bandiere culturali per la tecnologia dei paesi che li costruivano. Locomotive vittoriane dalla linea pulita e motrici francesi dalle tubazioni complesse si contrapponevano all'austera semplicità e pulizia formale delle macchine americane. Sebbene queste ultime nel tempo giunsero a dominare la scena internazionale, furono i treni mossi dalle prime a restare nella cultura popolare: l'Orient Express è, di sicuro, il treno più famoso del mondo.

### Il treno e la guerra

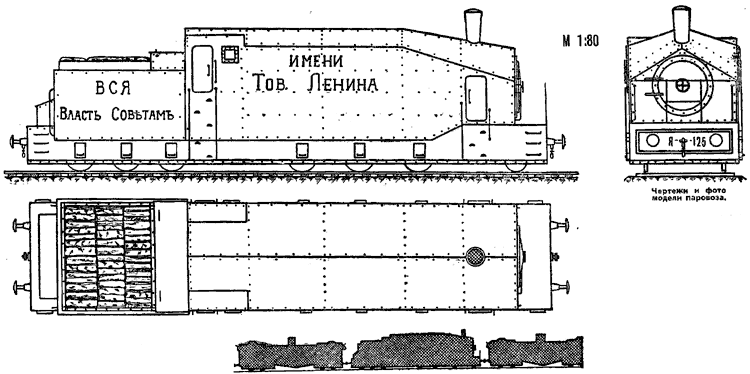
Disegni del "Bronepoezd n6" (Treno Armato 6) Lenina in servizio sul fronte russo

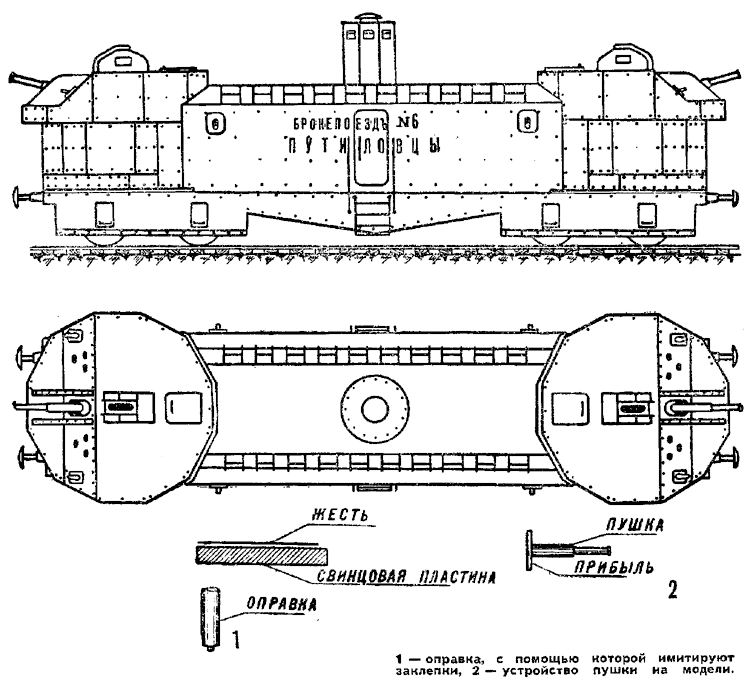
Carro armato ferroviario del Lenina

vengono qui uniti i dati relativi alle due guerre mondiali. Il periodo intermedio verrà trattato nel paragrafo successivo
Con la raggiunta maturità delle tecnologie impiegate, l'uso bellico del mezzo ferroviario divenne il logico passo successivo. Se già nelle guerre boere e nella Guerra civile americana era emerso appieno il potenziale strategico del treno nella logistica di munizioni e truppe, con la prima guerra mondiale il treno divenne il mezzo primario per la movimentazione delle armi e degli uomini. In pochi giorni di viaggio truppe da tutta Europa potevano confluire ai rispettivi schieramenti sui fronti in Belgio e Francia.
La guerra portò al treno un nuovo ruolo di primo piano sul fronte. La rapidità, la stabilità e la potenza dei treni permetteva di installare cannoni di grosso calibro su appositi carri, capaci di sparare le salve e scomparire in pochi minuti, magari proteggendosi dai rudimentali raid aerei in gallerie, hangar o zone coperte di vegetazione. Nacquero così i cannoni ferroviari.
La mobilità e la possibilità di trainare carrozze con allestimenti particolari rendeva il treno ideale per svolgere il ruolo di ospedale da campo. Costruiti inizialmente dall'esercito francese sulla base di vecchi carri riconvertiti in modo approssimativo, i treni ospedale costruiti in seguito dagli inglesi arrivarono ad avere una configurazione quasi standard di 16 carrozze dotate di letti, ventilatori, uffici e persino telefoni.
I treni erano in grado di trainare diverse tonnellate, cosa che rese possibile l'invenzione da parte dell'impero austro-ungarico dei carri corazzati. Comparvero per la prima volta nell'agosto 1914 come semplici vagoni dotati di pesanti coperture metalliche imbullonate, per poi migliorare sempre più fino a diventare nel 1918 veri e propri carri armati con cannoni da 80 mm sul fronte e ai lati. Trainati da motrici di poco valore e appesantite dalle corazze, dei nove treni costruiti e completati cinque erano ancora pienamente operativi alla conclusione delle ostilità, spingendo i comandi austriaci a considerare il progetto come un grande successo. In Italia, operarono in ambedue i conflitti sia treni armati della Regia Marina che del Regio Esercito.
La prima guerra mondiale si concluse a bordo di un treno. L'armistizio venne firmato a bordo della carrozza 2419 dell'Orient Express, in sosta presso Compiègne. Il generale Ferdinand Foch impose ai tedeschi sconfitti pesanti risarcimenti e sanzioni, di fatto creando uno dei motivi dell'ascesa al potere di Adolf Hitler. La carrozza 2419 venne conservata in un museo parigino fino al 1940, quando la marcia di Hitler su Parigi si concluse con la resa francese firmata proprio a bordo di questa carrozza, riportata a Compiègne in segno di sprezzo, per poi essere distrutta subito dopo.
Dopo un periodo pacifico (vedi paragrafo successivo), nella seconda guerra mondiale il treno tornò a giocare il suo ruolo strategico, nei compiti già noti e in altri nuovi. Le sempre più potenti locomotive inglesi potevano trainare treni da 20 o più carri, per oltre 800 tonnellate di peso, diventando in pratica la colonna portante delle vie di rifornimento alleate. Anche i treni italiani servirono in guerra, attraversando tutta l'Europa fino al fronte russo: alcuni di essi rimasero laggiù alla travagliata chiusura delle ostilità, venendo recuperati dalle ferrovie locali dei paesi di area sovietica. Nel dopoguerra e durante il regime fascista si ebbe l'avvio dell'elettrificazione delle linee e con la costruzione dei primi locomotori elettrici e dei convogli rapidi (come l'ETR 200, celebrato anche alla Fiera Mondiale di New York del 1939 come un capolavoro di tecnologia).
Lo stesso Mussolini era solito viaggiare con il suo treno speciale, a bordo del quale incontrò più volte anche l'alleato Adolf Hitler. La passione ferroviaria del dittatore italiano viene messa alla berlina anche nel film Il grande dittatore di Charlie Chaplin, nella scena dell'incontro i personaggi ricalcati su Mussolini e Hitler. Per un regime come quello fascista, era molto importante mostrare che "i treni viaggiavano in orario" (anche se non si tratta di una realtà storica), perché era un indice immediato e aperto a tutti dell'efficienza e delle capacità tecniche che il Partito Fascista portava come esempio del suo operato.

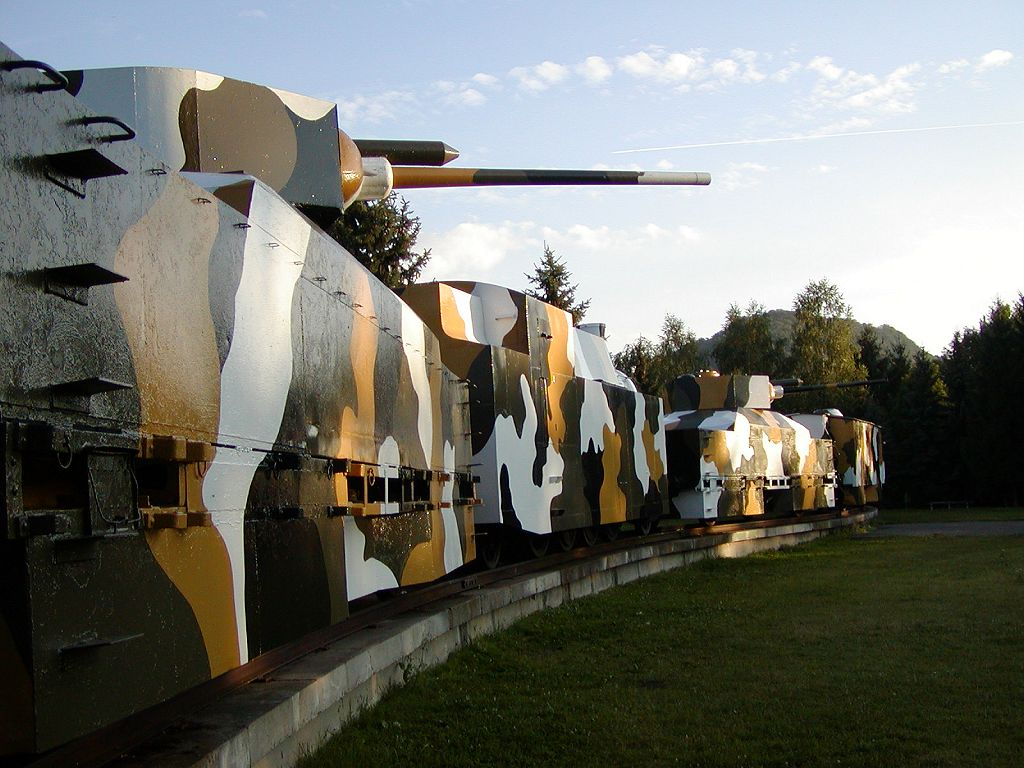
Lo Hurban, un treno armato slovacco della II Guerra mondiale, usato durante la resistenza antinazista del 1944. Oggi è conservato presso Zvolen.

Hitler si dotò di un treno corazzato nel 1939, fu in grado di seguire da vicino l'invasione della Polonia, e viaggiando di notte avvolto dalle comodità del suo mezzo dotato di ristorante e suite private, poteva comparire da una parte all'altra della Germania o tornare a Berlino in poche ore. Curiosamente, il treno di Hitler si chiamava all'inizio Amerika. Con l'ingresso in guerra degli Stati Uniti, venne ribattezzato Brandenburg. In realtà, visto che di treni speciali ve ne erano parecchi (anche per altri dignitari nazisti) erano identificati con le lettere e, per comodità, venivano translitterate con un codice fonetico, tal per cui la "A" venisse chiamata "Amerika", la B "Brandeburg" e così via. Spesso è anche indicato come Führersonderzug. Era attrezzato con cannoni antiaerei da 20 mm su carri a pianale parzialmente coperti (Flakwagens), e nelle carrozze adiacenti a quella del Führer potevano trovare posto le sue truppe più fedeli. Il peso dovuto alle armi e alla corazzatura rendeva necessarie due locomotive ai lati opposti, anche perché la Germania non disponeva di mezzi potenti quanto quelli inglesi. Anche altri dignitari nazisti, tra cui Hermann Göring, Heinrich Himmler, Joachim von Ribbentrop avevano convogli speciali simili a quelli di Hitler. Nella Germania nazista, il treno servì anche come principale mezzo per il trasporto verso i campi di concentramento di ebrei, prigionieri politici e altri perseguitati.
Dalla parte alleata, invece, il treno servì, oltre che come mezzo di trasporto, come sentinella mobile. Treni attrezzati con torrette mobili antiaeree e anticarro pattugliavano la costa del Kent durante la Battaglia d'Inghilterra. Un'intera classe di locomotive venne nel 1948 battezzata "Battle of Britain".
Ancora oggi alcune nazioni dispongono di treni armati, anche se oggi il principale uso bellico è legato alla logistica e al trasporto in sicurezza di materiali esplodenti e personale.

### Tra le due guerre
Il periodo tra le due guerre servì a confermare le potenzialità del mezzo ferroviario. Un approccio diverso, più unitario, cominciò a diffondersi.
Fino ad allora il treno era sempre stato concepito come un insieme di unità (un "traino", appunto). Negli anni trenta la disciplina del Disegno industriale venne sempre più coinvolta nella concezione delle locomotive e dei mezzi che avrebbero dovuto trainare.
Mentre sino ad allora le locomotive erano macchine dall'aspetto meccanico, spesso con pistoni e tubi in vista, i veicoli progettati secondo filosofia streamline coprivano le componenti tecniche con carter affusolati dall'aspetto filante e aggressivo. Disegnatori come Raymond Loewy e Nigel Gresley crearono dal nulla una nuova filosofia di gestione dei volumi delle locomotive e delle carrozze. Più che in termini di aerodinamica, il vantaggio era nell'immagine dei mezzi: le carrozze da accoppiare alle locomotive o ai treni più importanti, come il Coronation Scot, il City of Salina o il Burlington Zephir, riprendevano i temi cromatici delle loro locomotive con soluzioni estetiche estremamente gradevoli e moderne. Gli Streamliner si conquistarono per qualche anno il ruolo di "cavalli di razza" delle ferrovie salvo poi venire in gran parte spogliati delle loro coperture estetiche per servire nello sforzo bellico, lasciando però una pesante eredità nello stile e nelle linee dei successivi mezzi diesel ed elettrici.
I gestori del servizio ferroviario aggiunsero sempre più servizi per i viaggiatori, dai vagoni ristorante alle carrozze letto, contribuendo alla rapida massificazione dell'offerta e all'incremento degli standard di comfort, nonostante la concorrenza dei voli commerciali cominciasse a intaccare la quantità di passeggeri sulle tratte più lunghe.
Questa tendenza arrivò anche in Europa e in Italia, dove il governo fascista promosse la costruzione dei primi elettrotreni rapidi per collegare Milano e Roma, e abbreviare a sei ore un viaggio che richiedeva due giorni. Su ordine di Mussolini il record di velocità ferroviaria venne polverizzato nel 1939: Milano-Firenze in 1 ora e 55 minuti, con picco di 202 km/h . In Francia Ettore Bugatti inventò le prime Automotrici a alcol-petrolio che fece costruire tra il 1933 e il 1938 nella propria fabbrica di automobili, e con cui conquistò un incredibile record di velocità di 196 km/h nel 1934 prima che fossero ritirate per i consumi eccessivi. Il concetto di "automotrice" non attecchì negli Stati Uniti ma ebbe un discreto successo nel vecchio continente, caratterizzato da distanze minori tra le città e da piccoli paesi da servire con mezzi rapidi e poco costosi.
In Italia il treno divenne tra le due guerre un mezzo di trasporto a diffusione molto capillare, tanto da spingere il regime fascista a istituire i Treni popolari, convogli speciali per le località turistiche e le città d'arte. Vennero costruite anche le Littorine, le prime automotrici a nafta, per i servizi di lusso e per i servizi rapidi nelle colonie dell'Eritrea. Milano e Reggio Calabria furono collegate con linee elettrificate, e furono sperimentati sistemi alternativi come la terza rotaia, sistema abbandonato perché troppo pericoloso.
Il movimento futurista si appropriò del treno, facendone un'icona di forza e velocità, osannandone la potenza meccanica. Anche in Russia e Germania i movimenti di avanguardia artistica lavorarono molto sull'immagine del treno, arrivando a produrre poster di grande impatto grafico spesso usati come pubblicità per i servizi di lusso.

### Il secondo dopoguerra
Con la maggior parte delle infrastrutture distrutte dalla guerra, l'Europa si trovò a dover ricostruire per intero il proprio parco di mezzi. Mentre gli stati europei si orientarono verso un servizio prevalentemente passeggeri, negli Stati Uniti il traffico espresso non era più competitivo in confronto alla nascente aviazione civile. In tutto il Nordamerica il treno avrebbe finito per identificarsi sempre più con il trasporto di merci, con treni lunghi e pesanti, molto diversi dagli espressi, dai rapidi e dai regionali diffusi in Europa.
I difficili accordi politici tra i paesi dei due blocchi NATO e sovietico per molti anni contribuirono, più dell'inadeguatezza delle infrastrutture, a rendere difficile la realizzazione di treni Transnazionali. Nel 1957 vennero istituiti i primi Trans Europ Express, servizi di linea su treni di lusso che collegavano Francia, Germania, Svizzera e Italia.
L'industrializzazione e l'inurbamento degli anni cinquanta e anni sessanta portarono a un incremento ingente quanto fulmineo della richiesta di trasporto su scala locale, per collegare le periferie con i centri cittadini. Le carrozze semipilota, nate in Francia e diffuse poi alle altre reti, permisero di rendere reversibili anche i treni tradizionali, una caratteristica finora riservata agli elettrotreni. La presenza di una seconda cabina di comando permetteva di evitare di sganciare e spostare la locomotiva nelle stazioni di fine corsa, aumentando drasticamente la frequenza delle corse e riducendo nel contempo i costi di gestione dei mezzi e del personale.
In seguito a questa innovazione andò ad affiancarsi anche l'aggiunta di un secondo piano in alcuni tipi di carrozza, per aumentare di circa un terzo il numero di passeggeri trasportabili da un treno di pari lunghezza.

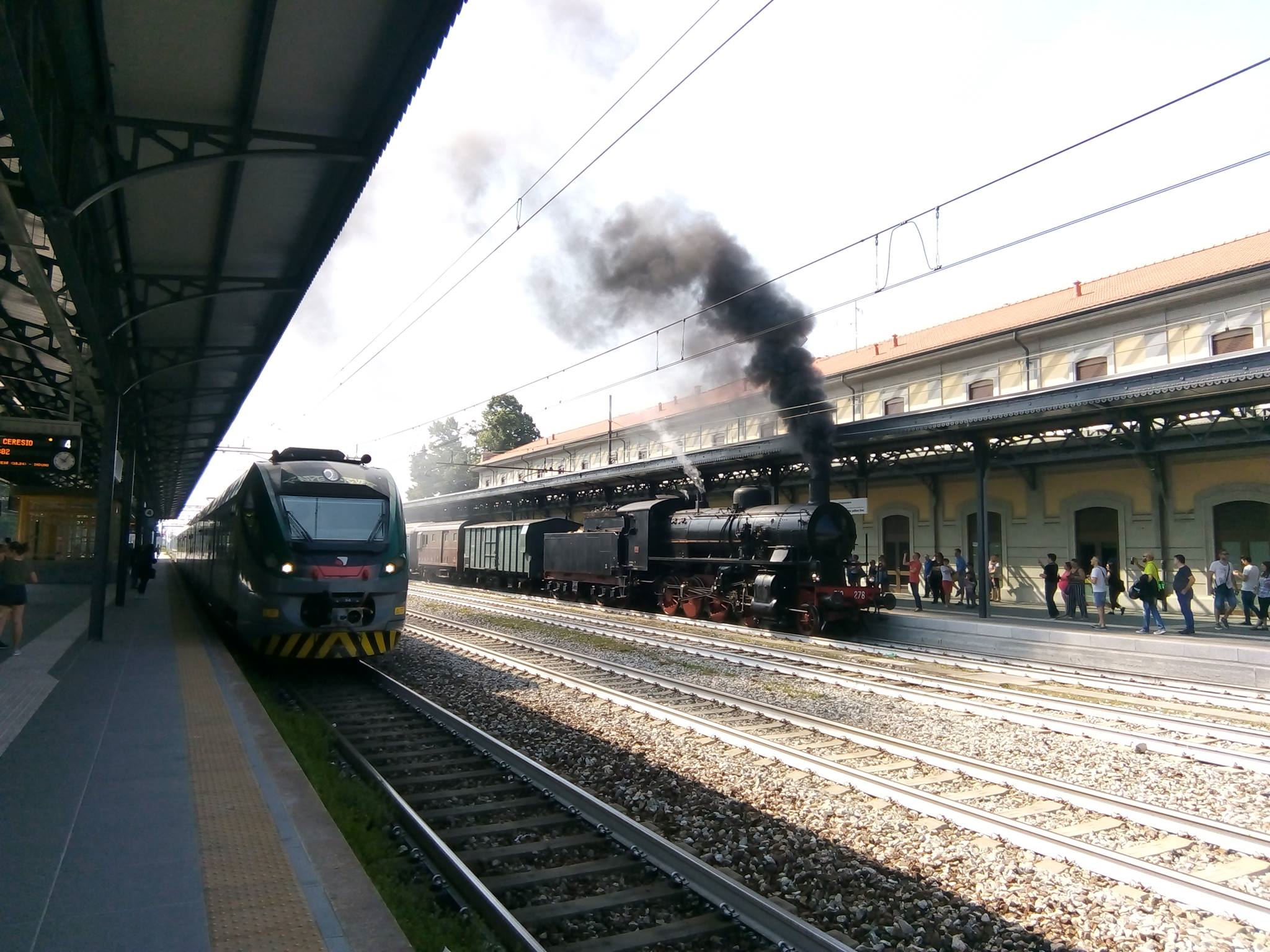
Un moderno treno in servizio sulla rete italiana e una storica locomotiva a vapore

All'inizio degli anni settanta la necessità di ritornare competitivi con il mondo dell'aviazione spinse alcuni paesi a lavorare a treni ad alta velocità. Il Giappone già negli anni Sessanta poteva vantare i primi "treni-proiettile" sulle linee Shinkansen.
Italia e Francia furono i protagonisti europei di questa innovazione, che portò in una decina di anni ai primi mezzi in servizio commerciale, i TGV e i Pendolino.
In pochi anni anche i rimanenti paesi si adeguarono, per la maggior parte acquistando tecnologia italiana o, in misura minore, francese.
La caduta del Muro di Berlino e l'apertura dei confini derivante dal processo di integrazione europea ha portato alla creazione di network Transnazionali, tuttora in corso di realizzazione, e alla sempre maggiore affermazione del concetto di "Treno ad alta velocità".

## Composizione
A seconda del tipo di treno si possono verificare delle variazioni nella combinazione dei veicoli che lo compongono.

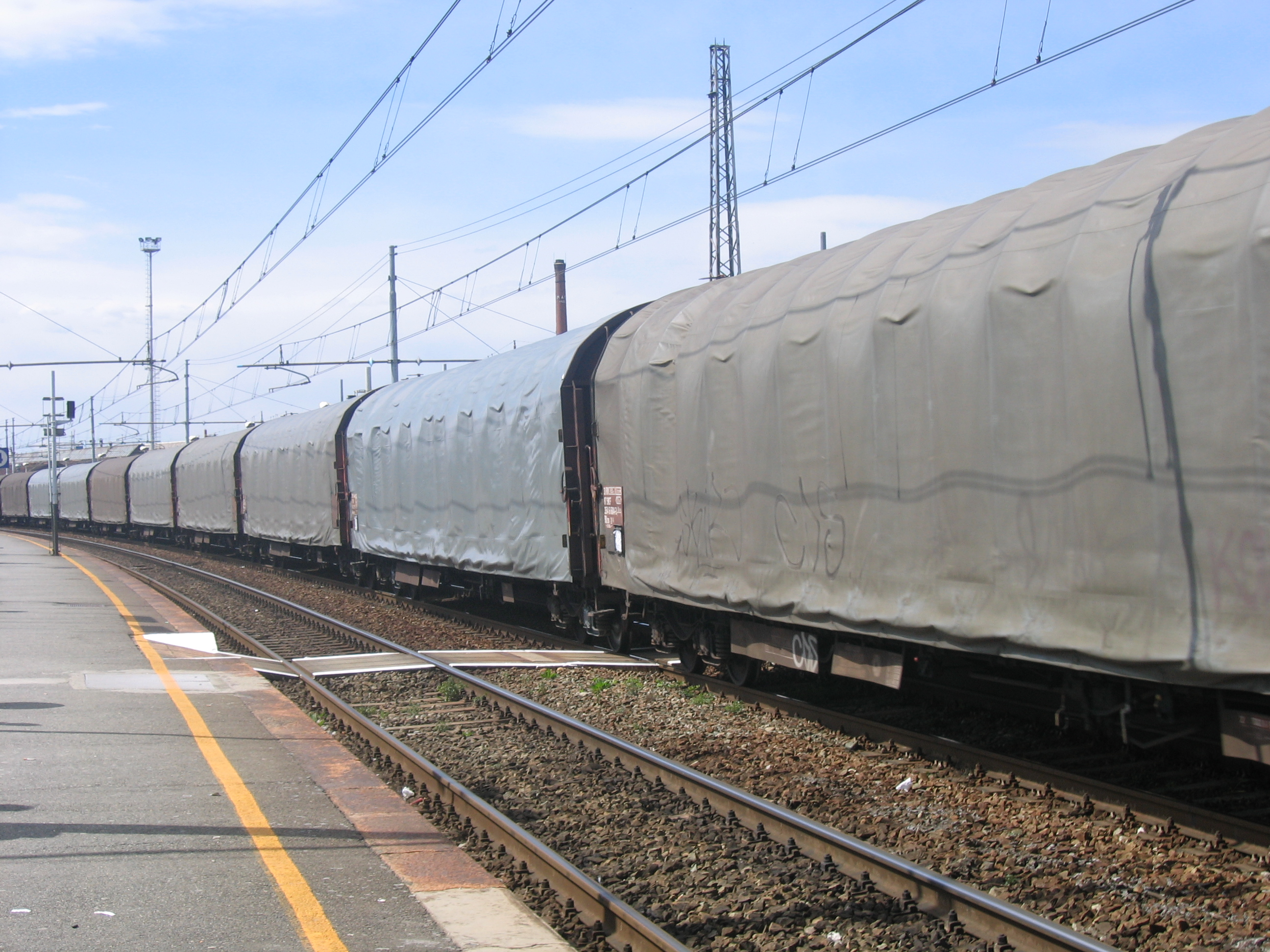
Transito di un treno merci.

Gli elementi tipici di un treno sono:
- Locomotiva/Locomotore: serve a dare la forza necessaria per trainare o spingere il convoglio. Ve ne possono essere anche più di una, se il convoglio ha dimensioni molto elevate.
  - Automotrice: veicolo in grado di muoversi autonomamente, dotato di uno o più apparati motori e relativo sistema di trasmissione, adibito al contempo al trasporto di viaggiatori.
- Carro merci: usato per il trasporto di diversi tipi di merci.
- Carrozza passeggeri: per il trasporto di persone.
- Carrozza semipilota: una carrozza passeggeri speciale munita di cabina di comando in grado di controllare la marcia del treno in senso opposto a quello del locomotore dando ad esso comandi a distanza, che permette di invertire il senso di marcia senza dover spostare il locomotore. Si usa soprattutto per treni pendolari reversibili.

Inoltre, vi sono degli elementi usati più raramente per funzioni particolari:
- Tender: nelle vecchie locomotive a vapore, serviva a portare il carbone e l'acqua necessari alla trazione.
- Carrozza scudo: in genere una vecchia carrozza usata per unire al treno mezzi danneggiati, non completi o in prova. Ha funzione frenante se necessario, e in caso di incidente è considerata "sacrificabile" in modo da ridurre i danni al resto del convoglio. A volte viene usata per collegare elementi con accoppiamenti non standard.
- Carrozza ristorante: sui treni a lunga percorrenza offre un servizio ristorante che serve cibi cucinati a bordo.
- Carrozza bar: sui treni a lunga percorrenza offre un servizio bar che vende prodotti preconfezionati.
- Carrozza speciale: carrozze modificate per funzioni particolari, come la presenza di posti per disabili o limitate aree bar/ristorante, spazi conferenze, sale stampa mobili...
- Carrozza cuccette: una carrozza dotata di cuccette (grossi sedili reclinabili a 90º) per permettere ai passeggeri di dormire durante il viaggio.
- Carrozza letti: Una carrozza per servizi notturni dotata di letti con servizi e comfort maggiori rispetto alle cuccette e un numero di posti minore per compartimento.

## Classificazione

### Per tipo di servizio
I seguenti tipi sono quelle tipiche del mercato italiano e europeo.

#### Treni per il traffico locale
- Metropolitano: nelle aree metropolitane di Cagliari, Catania e Napoli;
- Suburbano: per l'area metropolitana milanese;
- Regionale (R o REG): per il trasporto passeggeri a corto raggio, ma non necessariamente all'interno della stessa regione amministrativa. Sono usati per il traffico pendolare nelle aree urbane;
- Regionale Veloce (RV): regionale con percorrenza più lunga e meno fermate.

#### Treni per il traffico nazionale
- Espresso (EXP): Treno con servizio cuccette e/o carrozze letto in servizio interno, che collega località anche molto lontane. Dal 2012 in Italia nessun treno è più classificato come espresso, eccezion fatta per il Riviera Express, che svolge però servizio internazionale.
- InterCity (IC): con biglietti a tariffa più elevata, effettua servizio tra due stazioni principali, con poche fermate nelle stazioni più importanti e grandi.
- Intercity Notte (ICN): è l'InterCity circolante solo in fascia notturna e dotato di cuccette e vagoni letto.

#### Treni per il traffico internazionale
- Eurocity (EC): svolge un servizio internazionale a prenotazione obbligatoria, che deve rispettare alcuni parametri di qualità dettati da una norma dell'Unione Internazionale delle Ferrovie.
- Euronight (EN): treno internazionale notturno a prenotazione obbligatoria dotato di carrozze letti e cuccette, in sostanza un Eurocity notturno.

#### Treni ad alta velocità
- Frecciabianca (FB): collega medie e grandi città viaggiando su linee tradizionali.
- Frecciargento (FA AV): collega le principali città sia attraverso linee AV che su quelle Tradizionali.
- Frecciarossa (FR AV): collega le principali città italiane viaggiando sulle linee AV.
- TGV: acronimo di Train à Grande Vitesse (treno a grande velocità) in servizio in Francia per le SNCF.
- ICE: acronimo di InterCity Express, in servizio tra le principali città Tedesche.
- AVE: Alta Velocidad Española (alta velocità spagnola), servizi veloci che collegano le principali città spagnole in accoppiata con gli Alaris.
- Eurostar: servizio internazionale tra Parigi Nord e Londra Waterloo con tratte a 300 km/h.
- Thalys: servizio internazionale tra Francia-Germania-Paesi Bassi-Belgio, effettuato con materiale apposito.

#### Treni per altre destinazioni d'uso

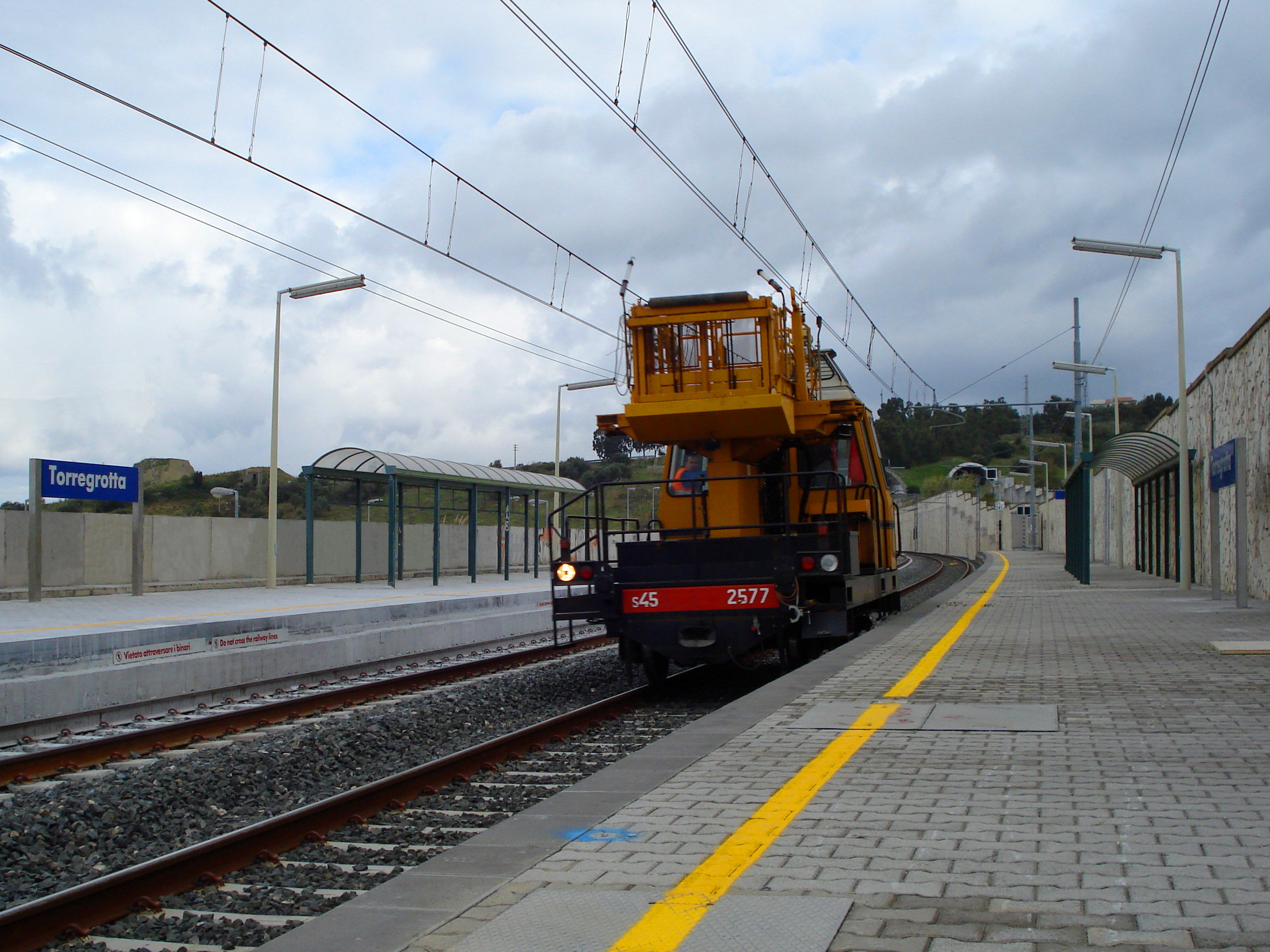
Un mezzo per la manutenzione della linea aerea di contatto

- Treno merci: utilizzato per il trasporto di carichi pesanti, viene realizzato con motrici potenti. In ampie regioni dell'Asia per questo tipo di treni vengono ancora usate locomotive a vapore, che sono considerate più resistenti ed è facile trovare il combustibile anche in zone isolate. Il traffico merci rappresenta gran parte dei collegamenti a lunga distanza negli Stati Uniti d'America e in Australia.
- Treno di monitoraggio: svolge funzioni di controllo. Sulle linee italiane circolano Galileo, Archimede e un ETR 500 riadattato per conto di RFI per svolgere i test delle linee veloci.
- Treno di rinnovamento: speciale convoglio che effettua operazioni di manutenzione sulle linee, come la sostituzione delle linee elettriche, della massicciata o dei binari.

### Per tecnologia

#### Tipo di trazione (propulsione)

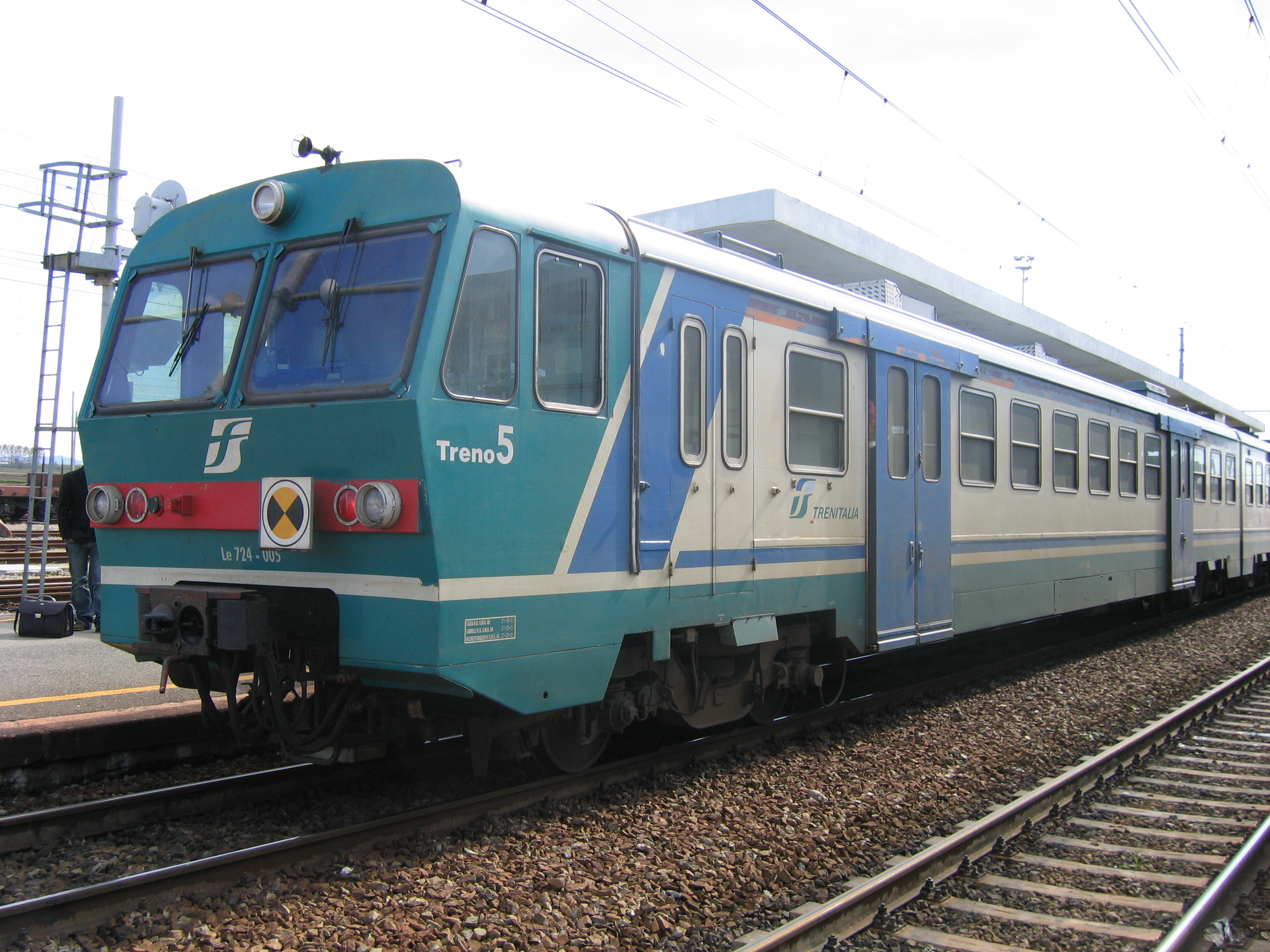
Una Automotrice ALe 724 in servizio regionale presso Santhià.

A seconda del tipo di trazione utilizzata, un treno può essere classificato come:
- Elettrotreno: convoglio a composizione bloccata a trazione elettrica, in genere usato per l'alta velocità.
- Autotreno: convoglio a composizione bloccata a trazione termica.
- Automotrice termica: veicolo viaggiatori leggero mosso autonomamente da Motore a combustione interna.
- Automotrice elettrica: veicolo viaggiatori leggero mosso autonomamente da Motore elettrico.

#### Dislocamento della trazione
- A trazione concentrata: i carri o le carrozze sono spinti o trainati da locomotori posti in testa o in coda, che possono essere facilmente disconnessi dal convoglio; su di essi sono appunto concentrate le apparecchiature necessarie alla trazione (e tutti i carrelli motori).
- A trazione distribuita: la trazione è data da una serie di motori dislocati direttamente sui carrelli lungo l'intero convoglio (anche non su tutti i carrelli). In forma poco ortodossa viene realizzata anche tramite una locomotiva posta in testa e un'in coda, contemporaneamente attive nel tirare e spingere le normali carrozze interposte (DTS, Doppia Trazione Simmetrica). I convogli con questo tipo di trazione sono generalmente a composizione bloccata (vedi sotto).

#### Tipo di composizione
- Composizione libera: è la tecnologia tradizionale. Le singole carrozze possono essere agevolmente disconnesse e le locomotive staccate e cambiate. Ha il vantaggio di essere gestibile con più facilità a seconda delle esigenze contingenti (specie in caso di guasti) anche se oggi è poco usata nel trasporto passeggeri visti i tempi di fermata necessari per modificare il convoglio. Di recente si sono diffusi treni per traffico regionale, composti da carrozze mosse da un locomotore che sono dotate a un'estremità di una carrozza attrezzata con una cabina guida. Tali treni, detti "navetta" sono sì scomponibili ma di fatto operano in composizione bloccata proprio per evitare grandi perdite di tempo nelle stazioni di fine corsa.
- Composizione bloccata: treno la cui composizione rimane invariata ed è solitamente assegnato ad un servizio di 'navetta'.

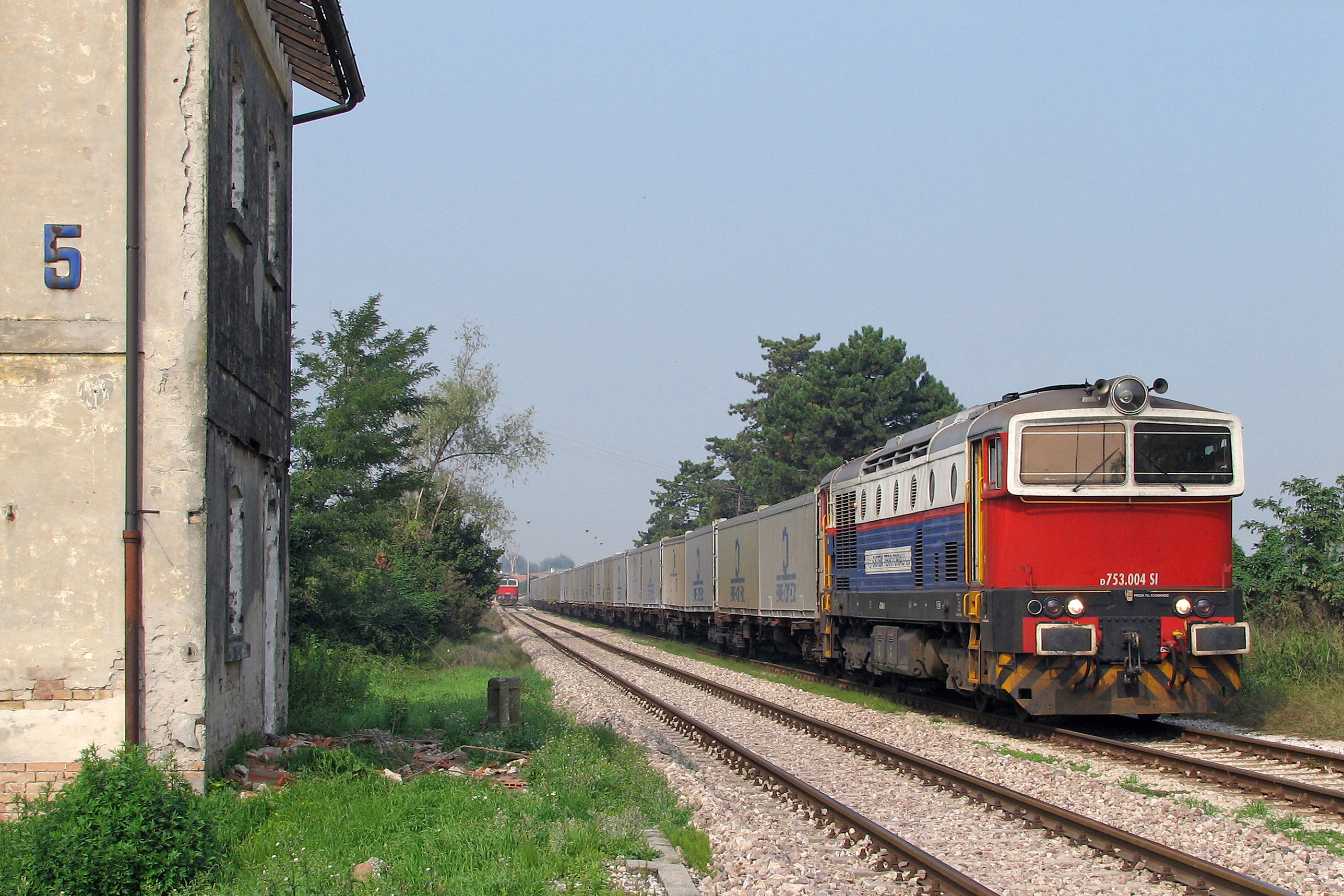
Treno a composizione libera: locomotiva + carrozze merci
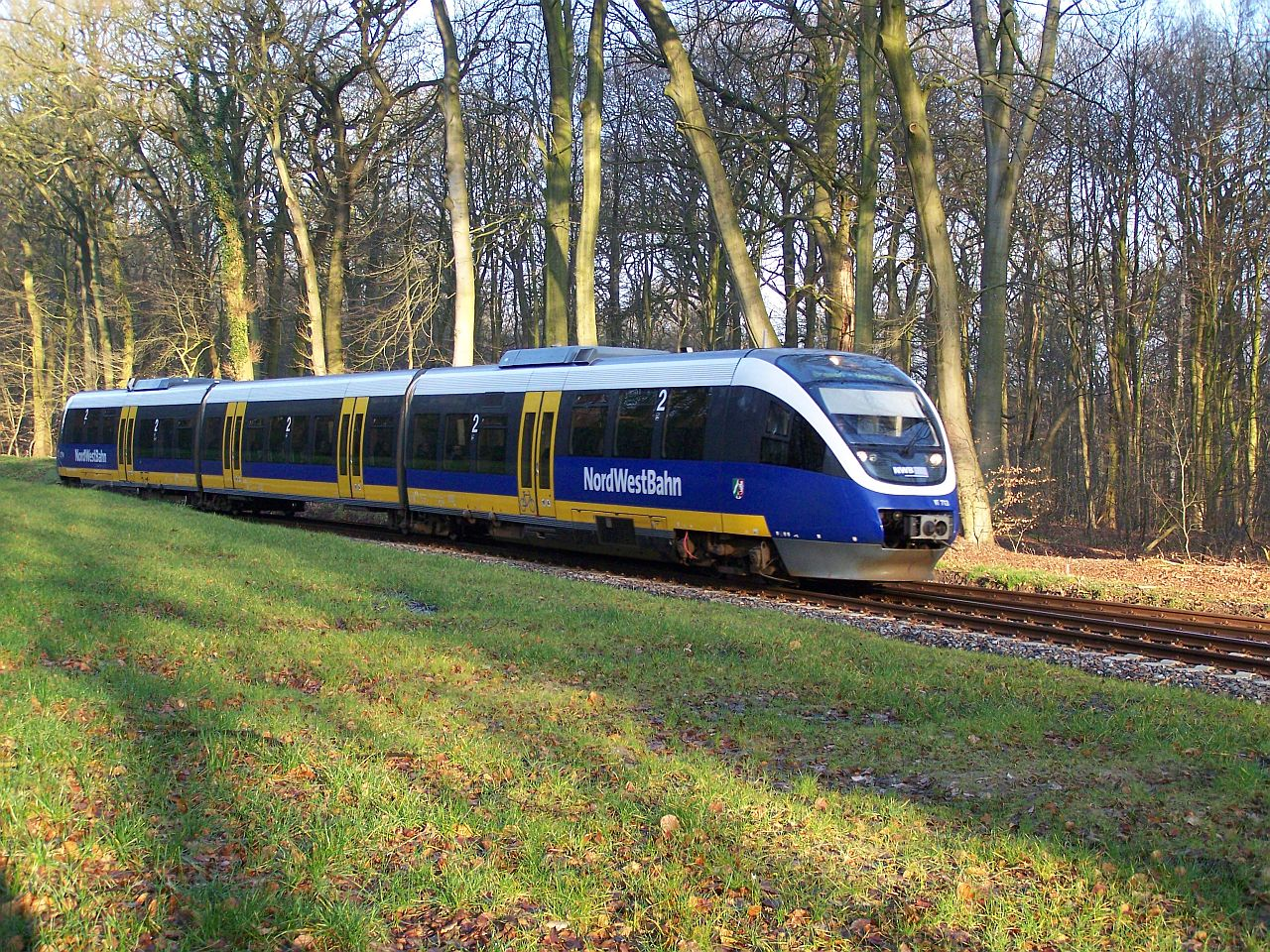
"Mezzo leggero": autotreno
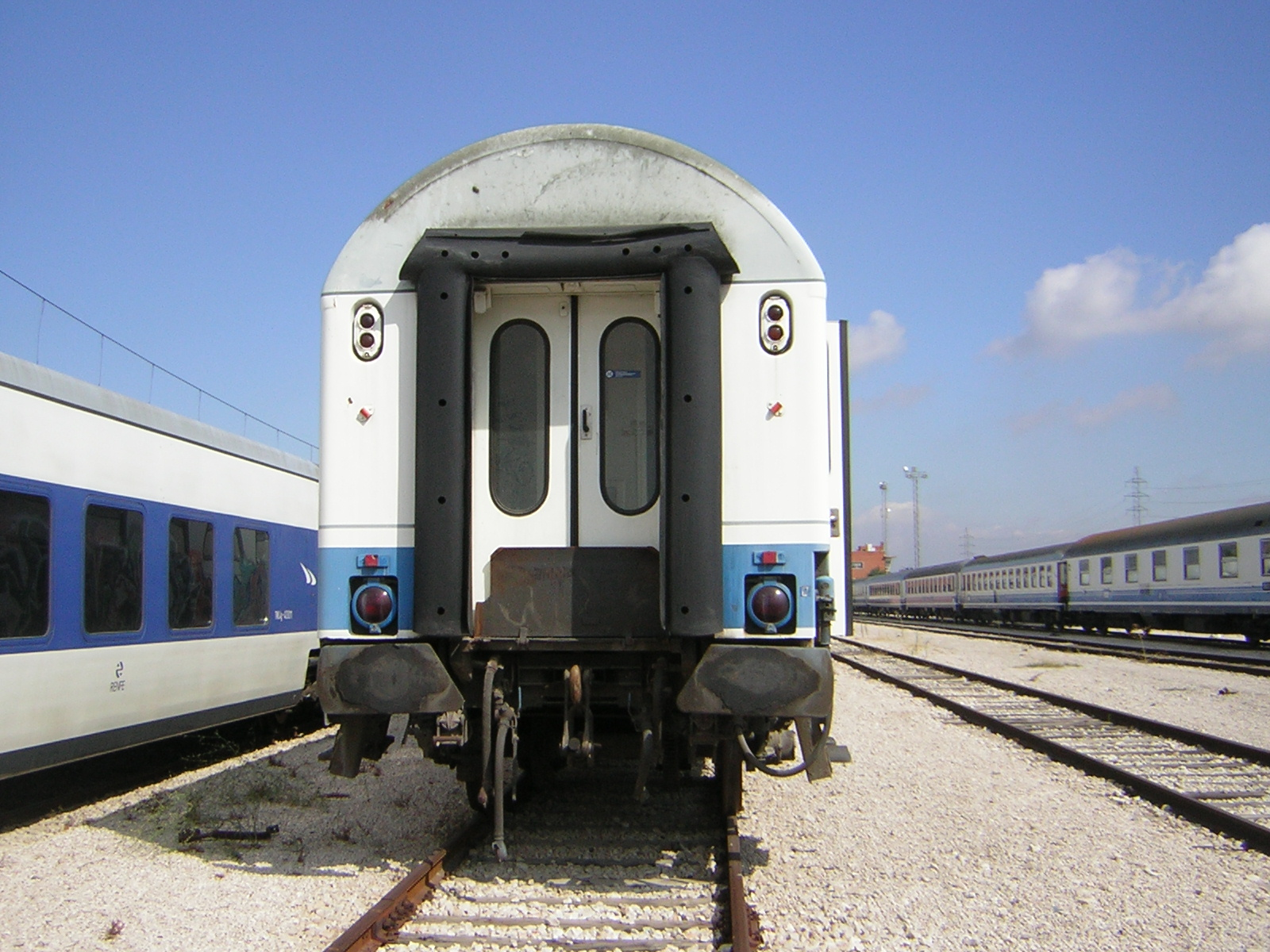
Vista posteriore di una carrozza passeggeri. Essendo utilizzabile per treni a composizione libera è predisposta per essere connessa agevolmente ad altre carrozze tramite ganci dotati di respingenti
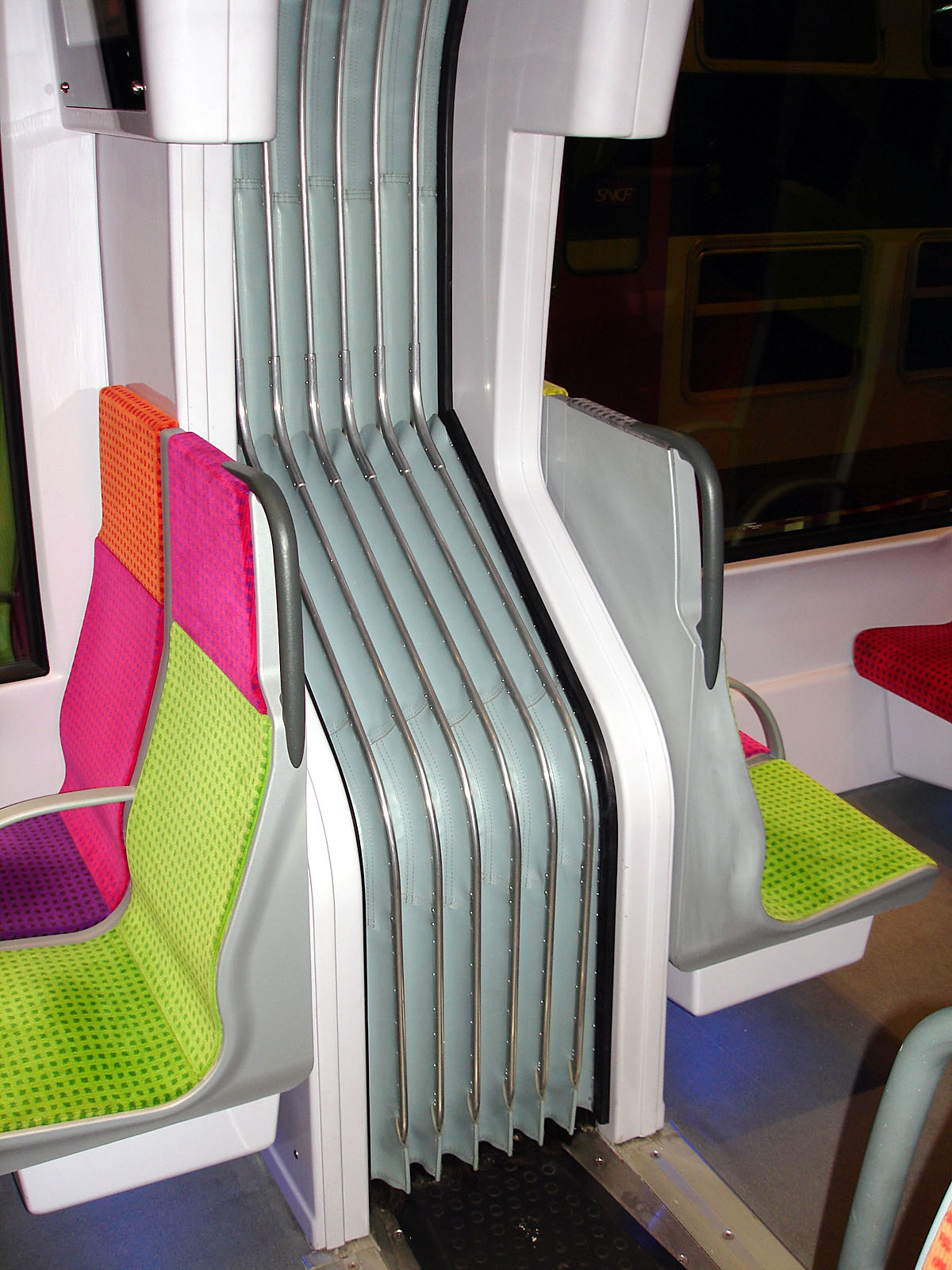
Vista interna del collegamento tra due carrozze (di un elettrotreno a composizione bloccata) non predisposte per una loro divisione

##### Treno navetta
È un treno composto di materiale per viaggiatori specializzato, distinto dalla lettera "n" od "np", poste in precedenza alla serie (nB, npBD, ecc.). Tali treni hanno composizione libera ma di fatto operano praticamente in composizione bloccata proprio per evitare di perdere troppo tempo nelle stazioni di fine corsa. Sono composti da una locomotiva diesel o elettrica, appositamente attrezzata a un'estremità, dalle carrozze intermedie e da un veicolo pilota o semipilota nell'altra estremità.
Il veicolo pilota è munito di cabina di guida, collegata con la locomotiva e dotata di rubinetto di comando del freno, di fischio e di dispositivo di comando della disinserzione rapida dei motori di trazione. La cabina di guida del veicolo pilota deve essere ubicata all'estremità del treno.
La marcia dei treni navetta può avvenire indifferentemente con locomotiva in testa o in coda. Il termine treno navetta è usato anche per il trasporto di auto nei tunnel ferroviari.

#### Pendolamento
- Treno a cassa fissa: è la tecnologia tradizionale, in cui i carrelli sono dotati di ammortizzatori passivi per mantenere la carrozza stabile.
- Treno a cassa oscillante: alcuni elettrotreni (come i Pendolini) sono dotati di casse in grado di inclinarsi per contrastare le forze centrifughe in curva e mantenere una velocità piuttosto elevata.

### Tecnologie non convenzionali

#### Maglev

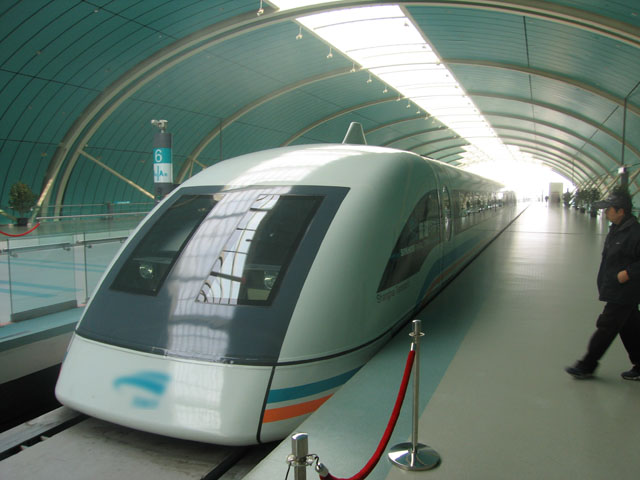
Treno a levitazione magnetica

La tecnologia Maglev è un sistema di levitazione magnetica studiato per la realizzazione di convogli ad alta velocità. Il treno rimane sospeso sulla rotaia grazie al principio di repulsione dei poli magnetici. La rotaia è unica e solitamente molto larga, in quanto deve alloggiare dei magneti. L'eliminazione delle parti meccaniche del rodiggio porta una sensibile riduzione del rumore emesso e l'eliminazione dell'attrito sul binario. I treni a levitazione magnetica possono raggiungere anche i 600 km/h, e sono in uso in Cina e Giappone, mentre in Germania esiste un circuito di prova. Su questo circuito si è verificato un grave incidente il 22 settembre 2006.

#### Monorotaia
Il treno a monorotaia consiste in un convoglio che procede ancorato a un'unica trave (definita rotaia ma che non ha nulla in comune con le rotaie ferroviarie), spesso sopraelevata. Può essere inferiore o superiore (treno appeso e la rotaia sospesa). I treni a monorotaia sono nati nel 1900 (con lo Wuppertaler Schwebebahn anche se nel passato vi erano stati degli esperimenti in tal senso) e hanno avuto un periodo di grande sviluppo negli anni venti. Negli anni cinquanta e '60 l'apertura di una monorotaia a Disneyland, l'uso di una monorotaia nella Fiera Mondiale di New York del 1965 e la sperimentazione del prototipo di monorotaia di Joseph Hinksen in grado di raggiungere i 360 km/h hanno contribuito a far identificare nell'immaginario collettivo i treni a monorotaia come il "mezzo del futuro".

#### A cremagliera
I treni a cremagliera sono solitamente usati in percorsi montani o con grande inclinazione. Il moto non viene trasmesso tramite le ruote dei carrelli ma tramite un ingranaggio dentato che fa presa su una cremagliera posta a terra, solitamente su una terza rotaia. Hanno il vantaggio di poter superare dislivelli molto ripidi, ma sono rumorosi e spesso poco affidabili a causa delle parti meccaniche esposte.

#### Metropolitana
La metropolitana risale al 1860, con la costruzione della Underground di Londra. Inizialmente svolti con normali treni a vapore, i servizi metropolitani sotterranei ebbero un grande incremento con l'adozione della trazione elettrica. Il vantaggio della metropolitana è soprattutto quello di risparmiare tempo e di decongestionare il traffico stradale, ma i costi di costruzione sono estremamente elevati.
Le metropolitane standard utilizzano treni adatti al servizio metropolitano (sia per quanto riguarda la tecnologia sia per quanto riguarda l'arredamento degli interni) con particolari tecnologie atte a permettere un'elevata frequenza dei mezzi.

#### Tram-treno
Il tram-treno è un sistema di trasporto pubblico effettuato con veicoli tranviari, in cui i tram percorrono anche i percorsi ferroviari locali, per ottenere maggiore flessibilità e convenienza.

## Treni famosi

### In Italia
- ALn 556, la Littorina per antonomasia: l'automotrice voluta dal fascismo per rilanciare il trasporto ferroviario in Italia.
- 3541 della serie 350 RA: alle 4:45 circa del 20 luglio 1893, il fuochista Pietro Rigosi spinge a tutta velocità (60 km/h circa) la locomotiva da Poggio Renatico verso Bologna; il gesto è stato immortalato nella canzone La locomotiva di Francesco Guccini.
- Treno 8017: il treno merci coinvolto nel più grave incidente ferroviario italiano ed europeo nel 1944.
- Settebello: un elettrotreno rapido di lusso che collegava Roma e Milano negli anni cinquanta. Gli interni erano disegnati da Gio Ponti. La cabina era posta sopra le testate, lasciando spazio per un ampio belvedere con salottini di prima classe.
- Treno del Sole: era un treno facente parte del gruppo dei convogli a lunga percorrenza che collegavano, per esempio, Torino e Milano a Siracusa e Palermo (con "Freccia del Sud", "Treno dell'Etna" e "Conca d'oro"). Il 22 luglio 1970 deragliò presso Gioia Tauro per un sabotaggio compiuto dalla 'ndrangheta per conto dei gruppi politici di estrema destra coinvolti nei Moti di Reggio; l'esplosione causò sei morti e 67 feriti. Alla Freccia del Sud è dedicata anche una canzone di Umberto Tozzi

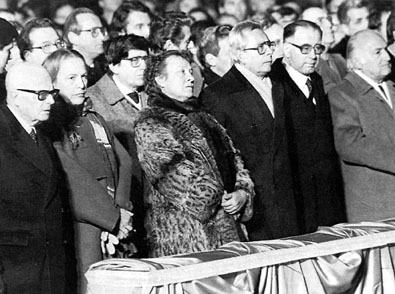
Sandro Pertini al funerale delle vittime del Rapido 904

- Italicus: sul treno diretto notturno Roma-Monaco di Baviera che aveva questo nome venne posizionato e fatto esplodere un potente ordigno esplosivo che deflagrò appena fuori la "Grande galleria dell'Appennino" tra Firenze e Bologna presso San Benedetto val di Sambro. La tragedia si consumò il 4 agosto 1974, ed è considerato un evento correlato all'ambito della Strategia della tensione. Si contarono 12 morti e 48 feriti, taluni offesi da gravissimi danni permanenti.
- Rapido 904: un treno rapido Napoli-Milano, vittima di un attentato dinamitardo organizzato dalla destra eversiva e la criminalità mafiosa il 23 dicembre 1984, con 17 morti e 250 feriti. La bomba esplose nella "Grande galleria dell'Appennino" presso San Benedetto Val di Sambro, la stessa della tragedia dell’Italicus di dieci anni prima.
- ETR 401: il primo treno in servizio commerciale al mondo con cassa pendolante attiva, progenitore della famiglia dei Pendolino.
- Bernina Express: treno turistico che collega Tirano in Italia a St. Moritz in Svizzera. Percorre i 61 km di tracciato attraverso le Alpi in circa 2 ore e 20 minuti attraverso il Passo del Bernina e l'Engadina. È considerato uno dei percorsi ferroviari più affascinanti d'Europa.
- Trenino Verde: ferrovia turistica in Sardegna, la più lunga del suo genere in Italia. Percorre in totale 404 km divisi nelle linee Mandas - Arbatax (159 km), la Isili - Sorgono (83 km), la Macomer - Bosa (45 km), la Sassari - Tempio - Palau (150 km), a esclusione di quest'ultima si tratta di linee attive sin dalla fine del XIX secolo.
- Valigia delle Indie: treno postale e viaggiatori che univa Londra con Brindisi. Il percorso continuava su piroscafi fino a Bombay attraverso il Canale di Suez.

### Nel mondo
- First Transcontinental Railroad, che negli Stati Uniti ha collegato nel 1869 le coste dell'Oceano Atlantico con quelle dell'Oceano Pacifico.

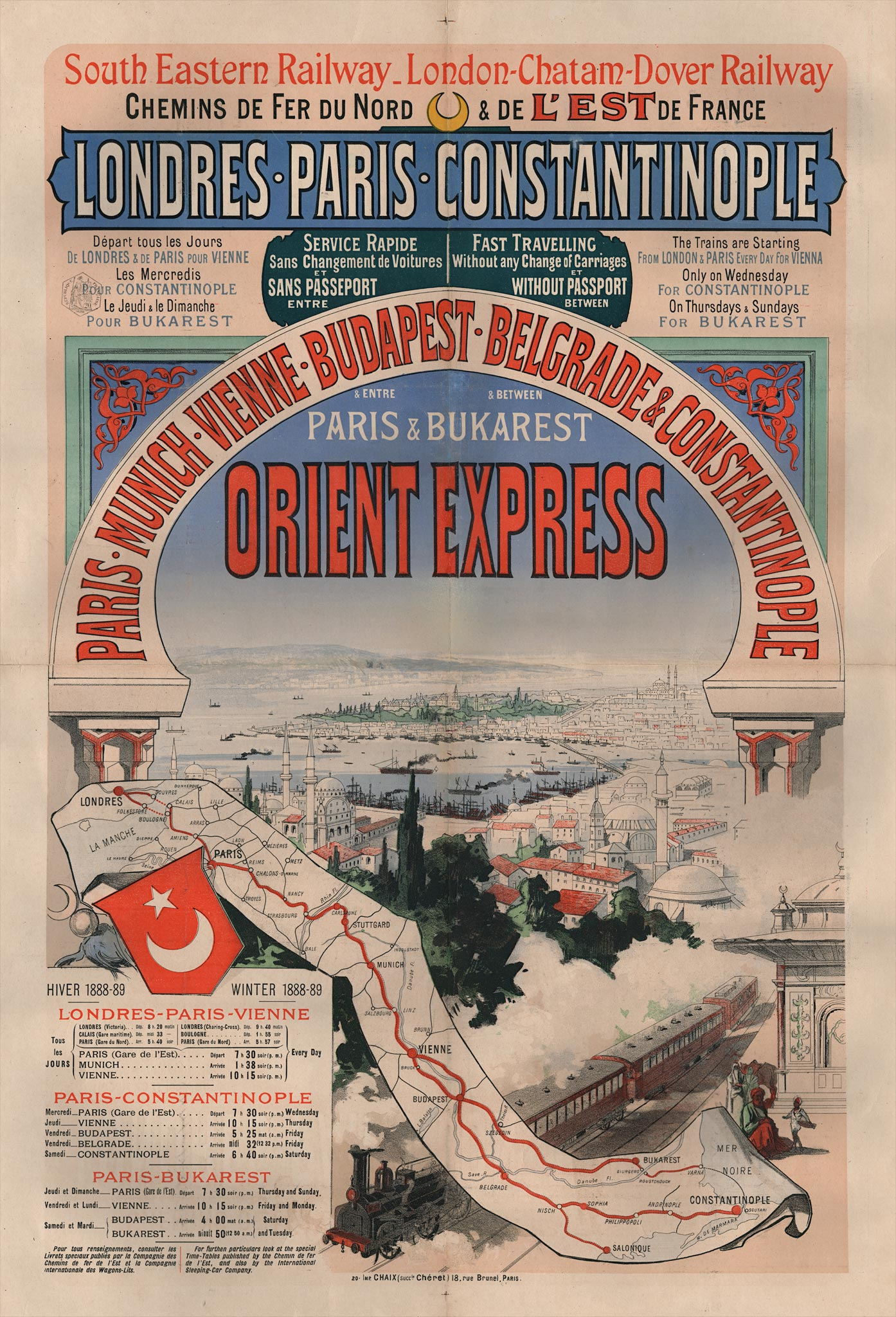
La locandina dell'Orient Express

- Fliegender Hamburger (Amburghese Volante) (SVT 877): un convoglio diesel che dal 1932 collegava Berlino e Amburgo. Grazie alle sue forme streamline molto aerodinamiche e grazie ai nuovi materiali leggeri, poteva raggiungere i 165 km/h. Era spinto da un motore Maybach a 12 cilindri. Oggi la Fliegender Hamburger è una rotta servita da intercity ICE.
- Flying Scotsman: Un treno che serve sui collegamenti tra Londra ed Edimburgo ininterrottamente sin dal 1862. Essendo un treno molto pesante, era solito ricevere, nei suoi numerosi aggiornamenti tecnici, le locomotive più avanzate tecnicamente. La più famosa di esse è l'omonima LNER Class A3 Pacific 4472 Flying Scotsman. Oggi è realizzato con materiale Intercity 225.
- Orient Express: un treno internazionale gestito dalla Compagnie Internationale des Wagons-Lits, forse il treno più famoso della storia per il suo ruolo nella letteratura e nella cultura mondiale. La rotta del treno è stata cambiata numerose volte per adattarsi ai cambiamenti politici: partendo da Parigi raggiungeva l'est europeo fino ad arrivare a Istanbul. Entrato in servizio il 4 ottobre 1883, è stato sospeso durante le due guerre mondiali. Oltre all'originale, il nome è stato adottato da numerosi "imitatori". Compare in numerose opere letterarie e cinematografiche (Assassinio sull'Orient Express di Agatha Christie e il film di James Bond A 007, dalla Russia con amore, su tutti). A bordo di una carrozza dell'Orient Express (poi conservata) è stata firmata la resa tedesca nella Prima guerra mondiale e la resa francese nella Seconda. Poi venne fatto saltare in aria dai tedeschi, per impedire che potesse essere ancora utilizzato per firmare capitolazioni.
- 20th Century Limited: un treno di lusso americano che collegava New York e Chicago sin dal 1902. È stato trainato da alcune tra le più importanti locomotive americane, tra cui l'imponente ed elegante Hudson di Henry Dreyfuss. Compare in Intrigo internazionale di Alfred Hitchcock. È stato ritirato il 3 dicembre 1967.
- Broadway Limited: un treno che dal 1912 collegava New York e Chicago in concorrenza al 20th Century Limited. Era trainato da locomotive a vapore ed elettriche, tra cui le famose PRR GG1 di Raymond Loewy, ed era composto con carrozze Pullman. Il servizio è stato dismesso nel 1995.
- Pioneer Zephir (o Burlington Zephir): un convoglio diesel di costruzione eccezionalmente innovativa, che dal 1934 al 1960 ha collegato Kansas City, Omaha e Lincoln attraverso Burlington. È la prima unità diesel progettata aerodinamicamente. In una corsa pubblicitaria è andato da Denver a Chicago in sole 13 ore e 5 minuti alla media di 124 km/h.
- Transiberiana: La rotta Transiberiana (insieme alla rotta Transmanciuriana e Transmongola) collega Mosca a Vladivostok e Pechino. Pur essendo tecnicamente la Transiberiana una linea e non un treno, il Rossija che la percorre entra di diritto tra i convogli più famosi. È operativa dal 1898.
- Ocean: un treno canadese che collega Montréal e Halifax. È attualmente il servizio ferroviario più antico operato senza interruzione sul continente americano.
- Golden Arrow/Fleche d'Or: due treni, il primo inglese il secondo francese, che dal 1926 al 1972 collegarono Londra e Parigi. I passeggeri venivano trasferiti su un traghetto tra Dover e Calais, e poi continuavano il viaggio sul treno che serviva nella nazione interessata.
- Blue Train: un servizio che dal 1923 collega Pretoria e Città del Capo, con un elevato standard di comfort.
- Rheingold Express: un treno che dal 1928 al 1987 collegava Basilea a Hoek van Holland (Rotterdam). È stato interrotto dal 1938 al 1951 per la guerra. Inizialmente realizzato con carrozze speciali dalla livrea crema e blu nate per rivaleggiare con le Pullman, che dalla fine della prima guerra mondiale non circolavano più sul territorio tedesco. Dopo la seconda guerra mondiale sono state introdotte nuove carrozze tra cui una con osservatorio panoramico superiore. Dal 1962 ha acquisito la classificazione di Trans Europ Express adottando la livrea rossa e crema del Club TEE.
- Shinkansen Dangan Ressha (弾丸列車): i treni che percorrono le linee veloci giapponesi tra Tokyo e Osaka dal 1959; tra questi i servizi più noti sono:
  - Nozomi: il più veloce, realizzato con treni Serie 500, corre sulle linee Tokaido/Sanyo Shinkansen tra Shin-Kobe e Hakata.
  - Hikari: dal 1964 collega Tokyo e Shin-Osaka. Prima del Nozomi, era la punta di diamante delle Japan Railways.
- Eurostar: il treno che dal 1994 collega Londra a Parigi, Lilla e Bruxelles percorrendo il Tunnel della Manica. Viene realizzato con materiale di famiglia TGV, è attualmente il treno passeggeri con la maggiore potenza complessiva installata   in circolazione in Europa. Gli interni sono allestiti da Philippe Starck.
- Texas Eagle: treno che collega Chicago con Los Angeles dopo un itinerario di ben 4.390 km percorso in circa 65 ore.

## Prototipi famosi
- Railplane: costruito dall'ingegnere George Bennie nel 1930 era un treno che si muoveva su un binario sospeso costruito presso Milngavie (Glasgow). La propulsione era affidata a una coppia di eliche, anteriore e posteriore, da 2,7 metri di diametro, e l'oscillazione era controllata con un secondo binario inferiore. Era nato per collegare Londra e Glasgow alla velocità di 220 km/h senza bisogno di gallerie, ma Bennie andò in bancarotta prima di completare il progetto. La linea di prova costruita venne smantellata nel 1941 e l'unico veicolo costruito venne rottamato negli anni Sessanta.[3]
- Schienenzeppelin: costruito dall'ingegnere Paul Kruckenburg nel 1930, era un treno in acciaio mosso da un'elica di derivazione aeronautica fatta girare da un motore da 600 cavalli vapore. Grazie alla potenza e alla linea aerodinamica perfetta, poteva raggiungere i 230 km/h, un record che è durato oltre 20 anni. Non poteva effettuare curve, e l'elica libera era molto pericolosa nei passaggi in stazione, per cui gli venne preferito il sopra citato Fliegender Hamburger.
- Aérotrain: presentato all'Esposizione aerea di Parigi 1973, era realizzato da una carlinga in lega leggera simile a quella di un aereo, con un grosso motore jet a turbina installato sulla parte superiore. Era previsto che portasse i passeggeri dal centro di Parigi all'aeroporto Charles De Gaulle in soli due minuti. L'ardimentoso progetto venne però stroncato dalla crisi petrolifera e dalle numerose obiezioni sulla sicurezza dell'operazione.
- ETR Y 0160: Il primo prototipo della famiglia Pendolino, nonché il primo treno al mondo a cassa con pendolamento attivo.
- Advanced Passenger Train (APT): costruito dalle ferrovie inglesi dal 1969 al 1972, era pensato come treno rapido pendolante per i collegamenti intercity. La sua pessima affidabilità ha comportato il fallimento del progetto dopo pochissimo tempo in servizio.
- Treno atomico: negli anni Cinquanta, in preda all'euforia per le nuove possibilità concesse dall'energia nucleare, numerose aziende americane si lanciarono nell'ideazione di treni spinti da energia atomica. Nessuno di questi ha mai superato lo stadio di bozzetto.
- TGV-001: il primo prototipo (1970), a turbina, di quello che sarebbe diventato il moderno TGV francese.

## Record dei treni
- Il treno merci contemporaneamente più lungo e più pesante del mondo è stato un treno per il trasporto di ferro grezzo della BHP Iron Ore, per trasportare 682 carri di minerale per i 275 km dalle miniere di Yandi a Port Hedland (Australia Occidentale) il 21 giugno 2001. Era mosso da 8 motrici diesel-elettriche, una per chilometro, controllate da un solo operatore. Il convoglio era lungo 7.353 metri e pesava 99.732,1 tonnellate. In tutto aveva 5.648 ruote[4]
- Il treno passeggeri con la percorrenza più lunga oggi in servizio è il Mosca (Russia) - Pyongyang (Nord Corea). Parte settimanalmente e percorre i 10.214 km del percorso in quasi otto giorni.[5]
- La più potente arma portata con un treno armato è stato lo Schwerer Gustav, un cannone ferroviario tedesco costruito nel 1941 dalla Krupp. Trasportato sul fronte della Crimea con un treno lungo 1,6 km, aveva una portata di 37 km, pesava 1344 tonnellate e poteva scagliare proiettili esplosivi o perforanti da 7 tonnellate.
- Il più lungo tragitto non stop è stato effettuato il 16 maggio 2006 dall'Eurostar Da Vinci Code. Facente parte della campagna pubblicitaria del film Il codice da Vinci, ha trasportato senza fermate intermedie l'intero cast del film (e un membro del Guinness dei Primati) da Londra a Cannes per assistere alla prima mondiale del film. Il treno ha percorso 1340,5 km in 7 ore e 25 minuti